# Пульсар

Пульсація інтенсивності гамма-променів від пульсара Вітрил.

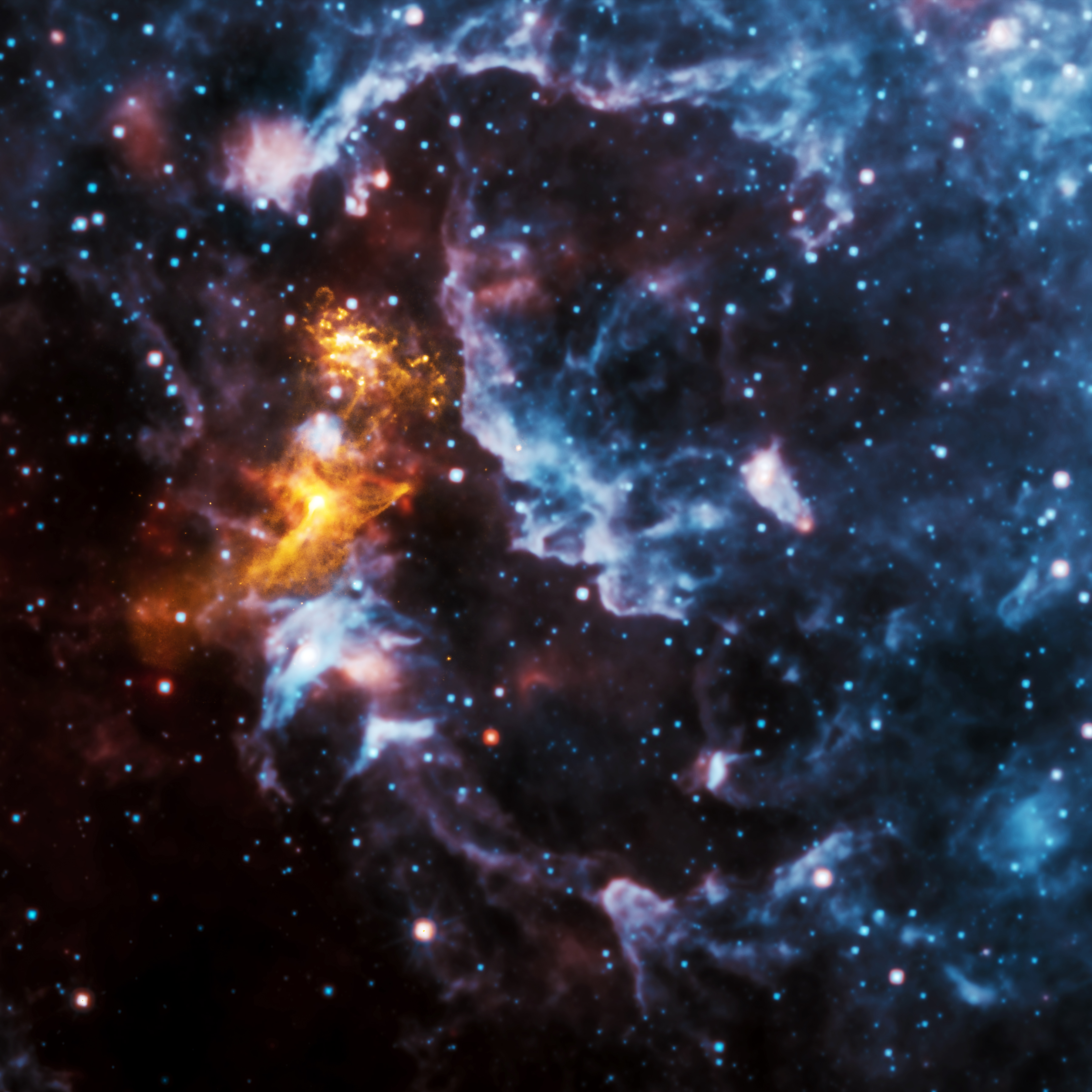
PSR B1509-58 – рентгенівське випромінювання, зняте обсерваторією Чандра показане золотим; інфрачервоне випромінювання, зняте WISE, показане червоним, зеленим та блакитним.

Пульсар (від пульс та -ар як квазар) — нейтронна зоря, яка обертається та має потужне магнітне поле, і тому є космічним джерелом електромагнітного випромінювання з магнітних полюсів. Якщо промені з магнітних полюсів спрямовані на Землю, це випромінення може реєструватись на Землі у вигляді імпульсів — сплесків, які періодично повторюються (схоже на те, як світло від ліхтаря маяка можна побачити лише коли воно спрямовано у напрямку спостерігача). 
Перший пульсар відкрили Джоселін Белл і Ентоні Г'юїш 1967 року.
Нейтронні зорі дуже щільні та мають короткі, правильні періоди обертання. Це створює дуже регулярні точні інтервали між імпульсами, які можуть тривати від мілісекунд до секунд у окремих пульсарів. Періоди пульсарів роблять їх зручним інструментом для астрономів. Спостереження пульсару у бінарній системі нейтронних зірок були використані для непрямого підтвердження існування гравітаційного випромінення.

## Історія

### Відкриття

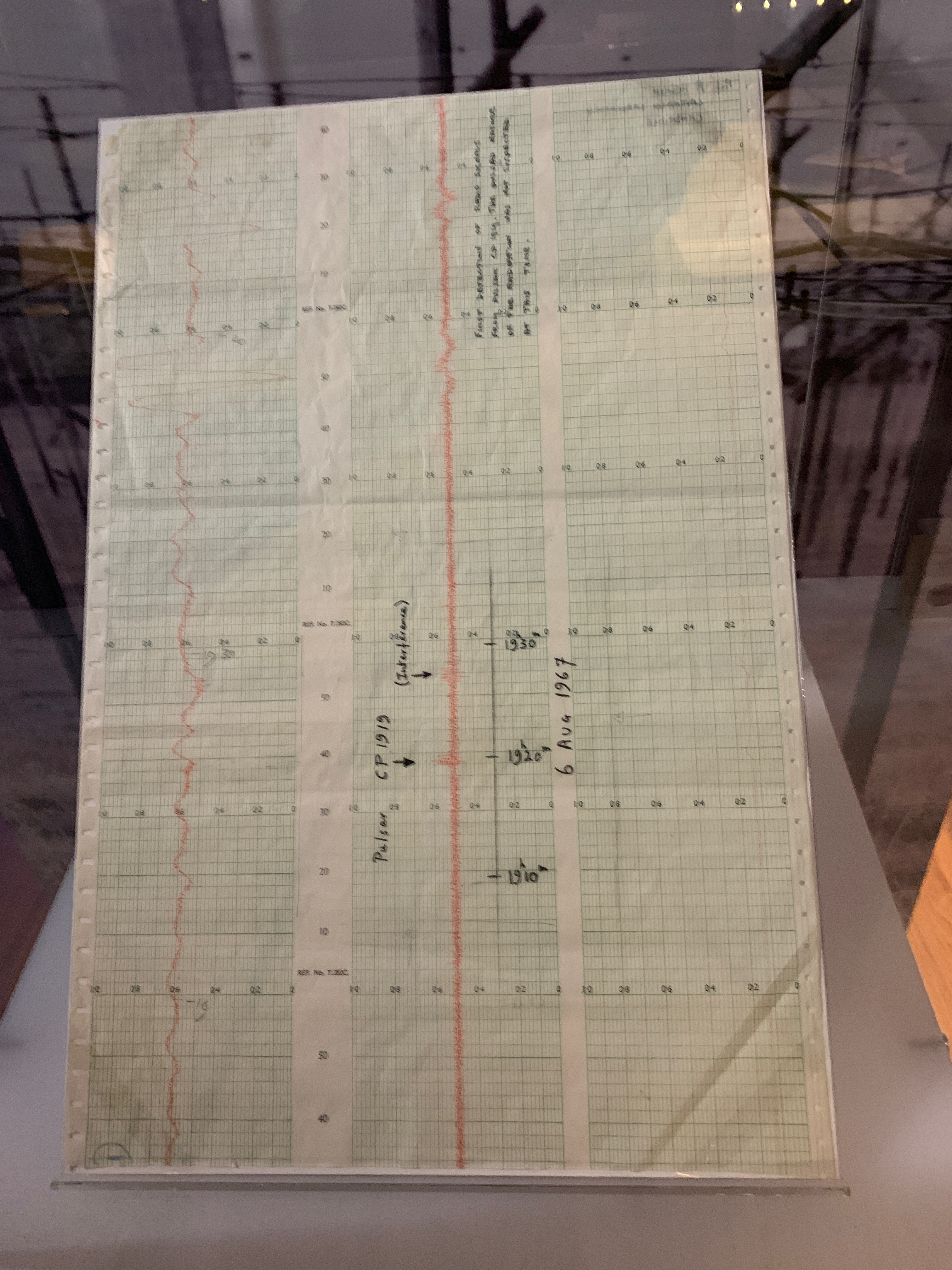
Діаграма, на якій Джоселін Белл вперше розпізнала випромінювання пульсара, виставлена в бібліотеці Кембриджського університету

Сигнали від першого виявленого пульсара (тепер відомого як PSR B1919+21) вперше визначила Джоселін Белл під час аналізу даних, записаних 6 серпня 1967 року з нещодавно введеного в експлуатацію радіотелескопа, у створенні якого вона особисто брала участь. Спочатку її науковий керівник і розробник телескопа Ентоні Г'юїш відкинув спостережувані сигнали як електромагнітні завади, однак той факт, що сигнали завжди з’являлися з однаковим схиленням та прямим піднесенням, незабаром виключив земне джерело. 28 листопада 1967 року Белл і Г'юїш, використовуючи швидкий стрічковий самописець, розпізнали сигнали як серію імпульсів, регулярно повторюваних кожні 1,337 секунди. Жоден астрономічний об'єкт такого характеру раніше не спостерігався. 
Белл і Г’юїшу спала на думку ідея, що цей пульсуючий радіосигнал міг бути посланим позаземною цивілізацією. Хоча вони й не вірили в цю гіпотезу, вони жартома назвали сигнал LGM-1, скорочення від little green men, «маленькі зелені чоловічки». 21 грудня Белл виявила другий пульсар в іншій частині неба, остаточно спростувавши припущення про штучне походження сигналу.
Слово «пульсар» вперше з'явилося в друку в 1968 році, — в словах Г’юїша, процитованих газетою «Дейлі телеграф».
У 1974 році Ентоні Г’юіш за свій внесок в радіоастромію отримав Нобелівську премію з фізики. Зокрема, Королівська академія наук Швеції відзначила, що Г’юіш зіграв «вирішальну роль у відкритті пульсарів». Значні суперечки пов'язані з тим фактом, що Г'юіш отримав премію, а його аспірантка Белл, яка зробила перше відкриття, — ні. Белл не висловлює жалю з цього приводу і підтримує рішення Нобелівського комітету.

### Пояснення механізму

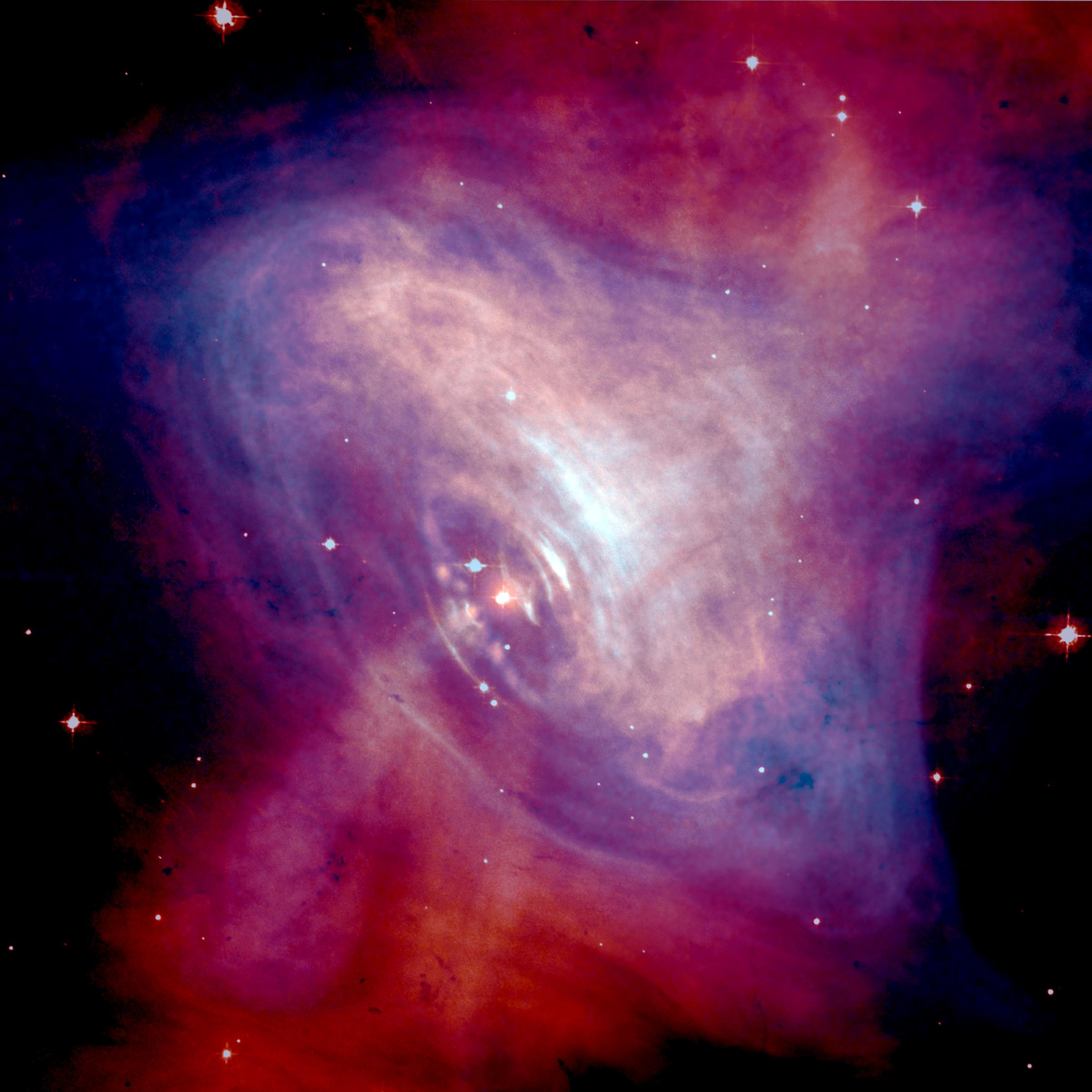
Композитне оптичне і рентгенівське зображення Крабоподібної туманності, на якому видно синхротронне випромінювання в навколишній пульсарній туманності, що живиться магнітними полями і частинками від центрального пульсара.

Існування нейтронних зір вперше було запропоновано Вальтером Бааде та Фріцем Цвіккі в 1934 році. Вони стверджували, що маленька щільна зоря, яка складається переважно з нейтронів, може утворюватись в результаті вибуху наднової. Спираючись на ідею збереження магнітного потоку зір головної послідовності, Лодевейк Волтʼєр припустив у 1964 році, що такі нейтронні зорі можуть мати магнітні поля величиною від 1014 до 1016 гаус (1010 до 1012 тесла). У 1967 році, незадовго до відкриття пульсарів, Франко Пачіні припустив, що обертова нейтронна зоря з магнітним полем буде випромінювати, і навіть зазначив, що таку енергію можна накачати в залишок наднової навколо нейтронної зорі, такої як Крабоподібна туманність.
Після відкриття першого пульсара Томас Голд незалежно запропонував модель обертової нейтронної зорі, схожу на модель Пачіні, і прямо стверджував, що ця модель може пояснити імпульсне випромінювання, яке спостерігали Белл Бернелл і Г'юїш. У 1968 році Річард Лавлейс із співробітниками відкрив період {\displaystyle P\approx 33} мс пульсара Крабовидної туманності за допомогою обсерваторії Аресібо. Відкриття пульсара Краба підтвердило модель пульсарів як обертових нейтронних зір. Період імпульсів крабового пульсара тривалістю 33 мілісекунди був занадто коротким, щоб відповідати іншим запропонованим моделям випромінювання пульсара. Крім того, Крабоподібний пульсар названий так тому, що він розташований у центрі Крабоподібної туманності, відповідно до передбачення Бааде та Цвікі 1933 року. 

### Подальші дослідження

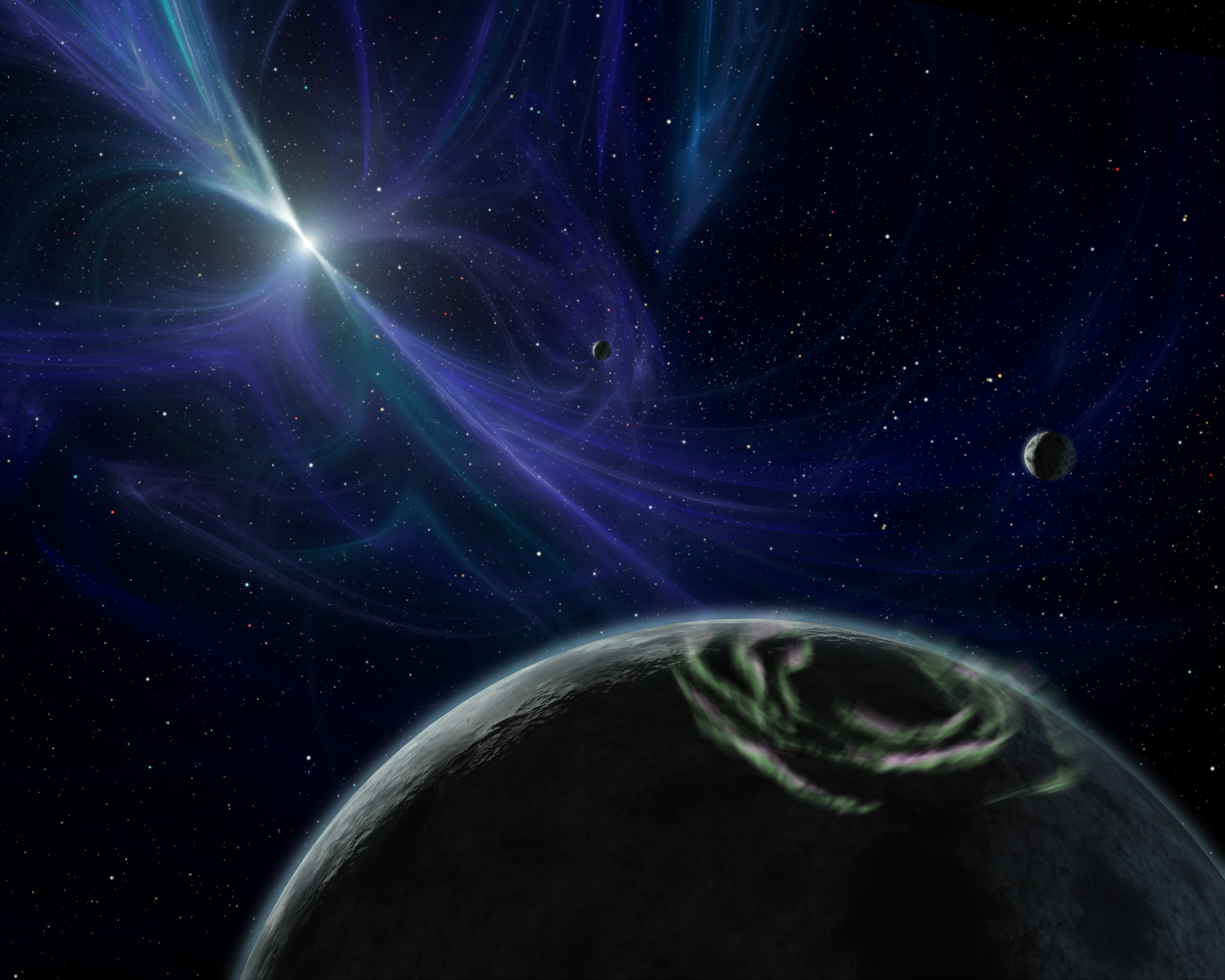
Дві планети, що обертаються навколо пульсара PSR B1257+12, в уяві художника.

У 1974 році Джозеф Тейлор і Рассел Галс виявили PSR B1913+16, — перший відомий пульсар, який входив у подвійну систему, обертаючись навколо іншої нейтронної зорі з орбітальним періодом всього вісім годин. Загальна теорія відносності Ейнштейна передбачає, що ця система повинна випромінювати потужні гравітаційні хвилі, і втрати енергії на гравітаційне випромінювання мають призводити до стиснення орбіти. Спостереження за пульсаром незабаром підтвердили це передбачення, надавши перші в історії докази існування гравітаційних хвиль. У 1993 році Нобелівська премія з фізики була присуджена Тейлору і Галсу за відкриття цього пульсара.
У 1992 році Александер Вольщан відкрив перші позасонячні планети навколо пульсара PSR B1257+12 — раніше, ніж перші екзопланети були знайдени біля сонцеподібних зір.
У 2016 році зоря AR Скорпіона стала першим пульсаром, в якому компактний об’єкт виявився не нейтронною зорею, а білим карликом. Період радіоімпульсів складав 1,97 хвилини, — набагато довше, ніж у нейтронних зір, але джерелом енергії, як і для нейтронних зір, слугувало сповільнення обертання сильно намагніченої зорі.
Багаторічні спостереження за масивом таймінгу пульсарів дозволили в 2023 році вперше виявити гравітаційно-хвильовий фон.

## Види пульсарів
Пульсари поділяють на два типи: 
- Радіопульсари, які випромінюють у радіодіапазоні.
- Рентгенівські пульсари, імпульсне випромінювання яких спостерігають у рентгенівському діапазоні.

Більшість пульсарів спостерігаються в радіодіапазоні, хоча в деяких із них виявлено випромінювання й на інших ділянках спектру, зокрема, в рентгені (наприклад, пульсар Крабоподібної туманності). 
На початку XX-го сторіччя було відомо більше 300 пульсарів, у Паркському огляді (2017 рік) зареєстровано 1031 пульсар[джерело?] і їх кількість невпинно зростає. Тільки за допомогою радіотелескопу FAST з моменту його запуску в 2016 році і до серпня 2023 року було виявлено понад 800 нових пульсарів.
Радіопульсар є кінцевою стадією еволюції одиночної[джерело?] масивної зорі. Нейтронна зоря утворюється в результаті спалаху наднової. Навколо молодих радіопульсарів спостерігаються плеріони. Із часом період радіопульсара збільшується, а потужність випромінювання спадає, плеріони перетворюються на залики оболонкового типу. 
Пульсації рентгенівського випромінювання вперше виявили у Центавра X-3 1971 року, за допомогою супутника Ухуру. Більшість відомих рентгенівських пульсарів (близько 40) входять до складу тісних подвійних систем і мають акреційні диски. Відомі також одиночні рентгенівські пульсари — магнетари. Вони мають магнітне поле в 1000 разів сильніше, ніж у звичайних нейтронних зір і проявляються у вигляді аномальних рентгенівських пульсарів і джерел повторювальних гамма-спалахів.
У радіопульсарів спостерігаються стрибкоподібні зменшення періодів — глітчі[джерело?]. Їх намагаються пояснювати перебудовою внутрішньої структури нейтронної зорі, наприклад зсувами кори (зоретрусами) або фазовими переходами ядерної речовини.
У 1991–1994 роках поблизу пульсарів PSR B1257+12 і PSR B1620-26 за доплерівським зсувом радіовипромінювання відкрито 4 екзопланети.
Особливий інтерес становлять спостереження пульсарів, що входять до складу подвійних систем. Перший подвійний радіопульсар відкрили 1972 року Халс і Тейлор. У 2004 відкрито систему з 2 нейтронних зір, причому з обох спостерігається пульсуюче радіовипромінювання. Спостереження таких систем дозволяють виявити втрати енергії за рахунок випромінювання гравітаційних хвиль, які передбачено загальною теорією відносності.

## Магнітосфера пульсара
Магнітосфера пульсара складається з електронно-позитронної плазми, яка рухається в магнітному полі нейтронної зорі. Зовнішня межа магнітосфери — світловий циліндр, на якому лінійна швидкість обертального руху плазми досягає швидкості світла. Магнітосфера пульсара має порядок розміру Землі — десятки тисяч кілометрів. Потужне магнітне поле нейтронної зорі індукує поблизу її поверхні електричне поле. Найбільше електричне й магнітне поле досягається в полярній шапці поблизу магнітної осі. Розмір полярної шапки приблизно 1 км. Електронно-позитронні пари народжуються з вакууму під дією електричного поля в приповерхневому шарі висотою близько 100 метрів. Заряджені частинки рухаються вздовж магнітних силових ліній. Деякі магнітні силові лінії обриваються на світловому циліндрі. Тому заряди, які по них рухалися, стікають по поверхні циліндра і далі по останній замкненій силовій лінії (сепаратрисі) на поверхню нейтронної зорі. Під час руху зарядів виникає пондеромоторна сила, яка сповільнює обертання зорі. Таким чином енергія на утворення й випромінення магнітосфери береться з кінетичної енергії обертання. Плазма вморожена в магнітне поле, електрони під час руху вздовж силових ліній зазнають прискорення й випромінюють. Поблизу поверхні нейтронної зорі енергія квантів випромінювання сягає 1012 еВ, а на світловому циліндрі вона спадає до радіодіапазону. Так утворюється випромінювання пульсара[джерело?].

## Пульсарні відскакування
Пульсарне відскакування (англ. pulsar kick) — спостережуваний феномен, суть якого полягає в тому, що нейтронні зорі — залишки наднових — рухаються з надмірно великими швидкостями відносно навколишніх зір. За оцінками просторового розподілу багато радіопульсарів мають швидкості близько 30-40 км/с. Також відомо немало пульсарів зі швидкостями 200-500 км/с, а в деяких випадках оцінки швидкостей сягають 2000 км/с. Наприклад, зоря B1508+55 має швидкість 1100 км/с та траєкторію, спрямовану назовні Галактики. Дуже переконливий зразок пульсарного відскакування можна спостерігати в туманності Гітара, де ударна хвиля, генерована пульсаром, рухається відносно туманності — залишку наднової — зі швидкістю 800 км/с[джерело?].
Існує дві основних гіпотези виникнення таких великих швидкостей[джерело?]. Згідно з однією з них вони з'являються внаслідок розпаду подвійних систем (ефект Блаау). Якщо вибух у подвійній системі відбувається миттєво, швидкість, яку набувають зорі, що розлітаються, повністю визначається їх початковими та остаточними масами, періодами обертання та ексцентриситетом. Припустимо, маємо систему, що складається з гелієвої зорі масою 10 M☉ та нейтронної зорі масою 1 M☉. Під час колапсу гелієва зоря скине 90 % своєї маси, і система розлетиться. При цьому швидкості компонентів можуть бути близькими до початкових (але не перевищуватимуть їх). Максимальна швидкість нейтронної зорі в такій системі сягає 500 км/с, при цьому швидкість гелієвої зорі буде близько 50 км/с. Механізм Блаау разом із сучасним сценарієм еволюції подвійних систем може пояснити швидкості до 700 км/с. Один з головних наслідків цієї теорії — нейтронна зоря, яка швидко рухається, має бути старою. Якщо досліджуваний радіопульсар має теплове рентгенівське випромінювання, що пов'язане з охолодженням пульсара і свідчить про його молодість, механізм Блаау для цієї зорі можна відкинути.
За гіпотезою Шкловського пульсарні відскакування виникають внаслідок асиметрії у вибуху наднової. Якщо припустити, що під час колапсу частина енергії виділяється анізотропно, то із закону збереження імпульсу можна вирахувати, що швидкості можуть сягати 3000 км/с[джерело?]. Існують різноманітні гіпотези щодо причин такої асиметрії. Чугай (1984) помітив, що в потужному магнітному полі нейтронної зорі, що формується, має проявлятися ефект несиметричного випромінювання нейтрино[джерело?]. Детальні розрахунки показують, що навіть у надпотужних магнітних полях за рахунок цього ефекту неможливо досягнути швидкостей понад 100 км/с[джерело?]. Однак в останні роки інтенсивно розвиваються моделі несиметричного випромінювання нейтрино. В моделі Кусенко пульсарне відскакування обумовлене випромінюванням стерильного нейтрино, що є одним із кандидатів у темну матерію[джерело?]. 
Другий можливий механізм запропонував Липунов (1983) — припливне викривлення зорі, що колапсує. Але цей ефект може бути суттєвим лише в маломасивних подвійних системах із білими карликами. За оцінками такий механізм може давати швидкості до кількох тисяч кілометрів на секунду[джерело?]. Також як можливий механізм розглядається несиметричній підпал речовини білого карлика внаслідок викривлення його форми.

## Карликові імпульси
Деякі старі пульсари перестають випромінювати на певні періоди часу — це явище називається «обнуленням». Механізм, що лежить в основі цього явища залишається невідомим, оскільки магнітосферу в стані занулення важко досліджувати через відсутність емісійних вимірювань. 2023 року китайські дослідники за допомогою радіотелескопа FAST виявили спорадичні, слабкі, вузькі імпульси у стані загасання пульсара B2111+46. Вони назвали їх «карликовими імпульсами»[неавторитетне джерело].